# Muxúngue
Muxúngue é um Posto administrativo moçambicano localizado no distrito de Chibabava, província de Sofala.

É uma povoação é um ponto importante de prestação de serviços aos veículos que circulam na Estrada Nacional Nº1 e que tem sofrido com sucessivos conflictos militares entre forças militares governamentais e combatentes da Renamo. 